# Ostrość (fotografia)
Ostrość – stopień odwzorowania drobnych szczegółów rzeczywistego przedmiotu na materiale światłoczułym lub ekranie.

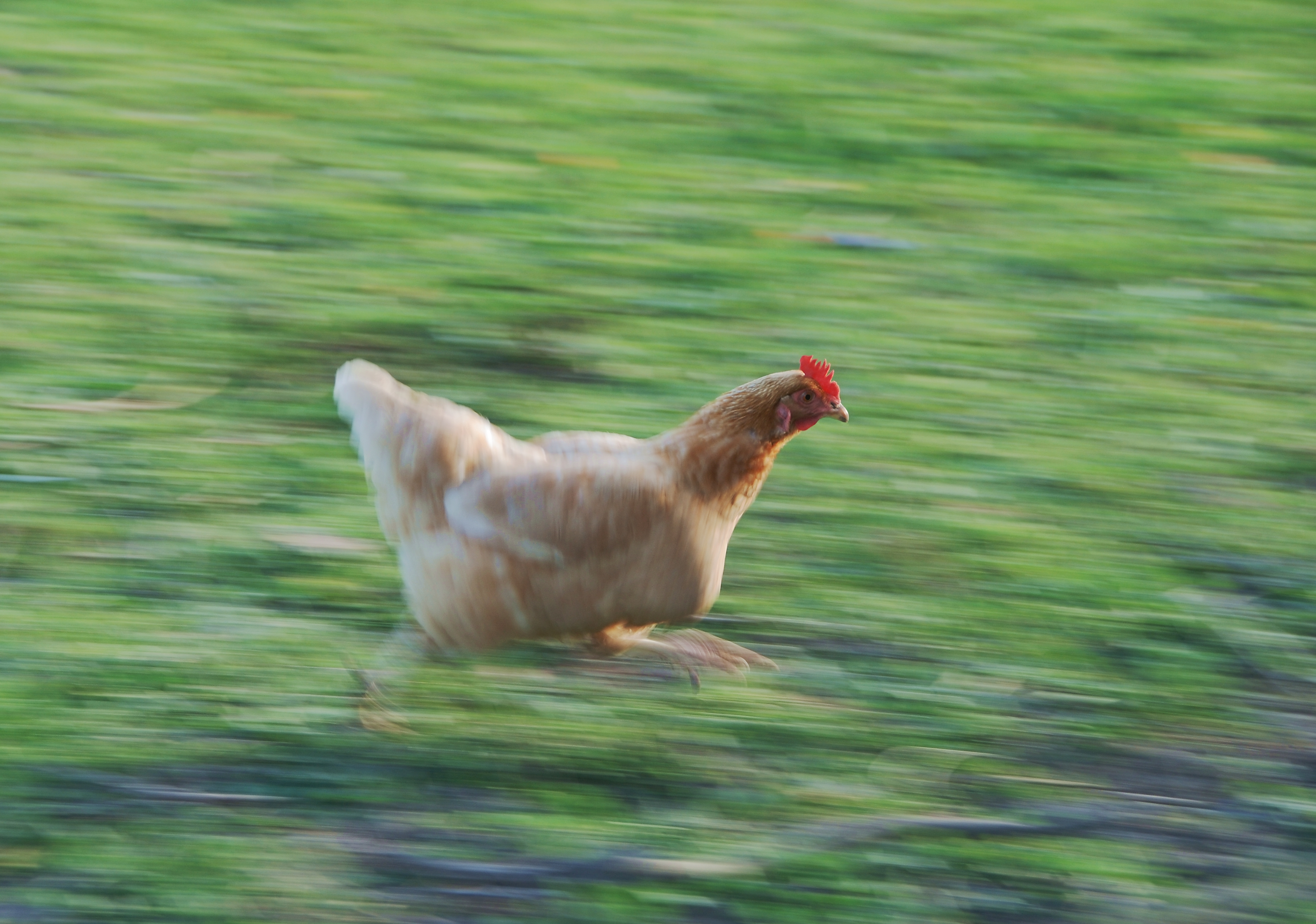
zamierzona nieostrość obrazu spowodowana poruszeniem (tzw. panning)

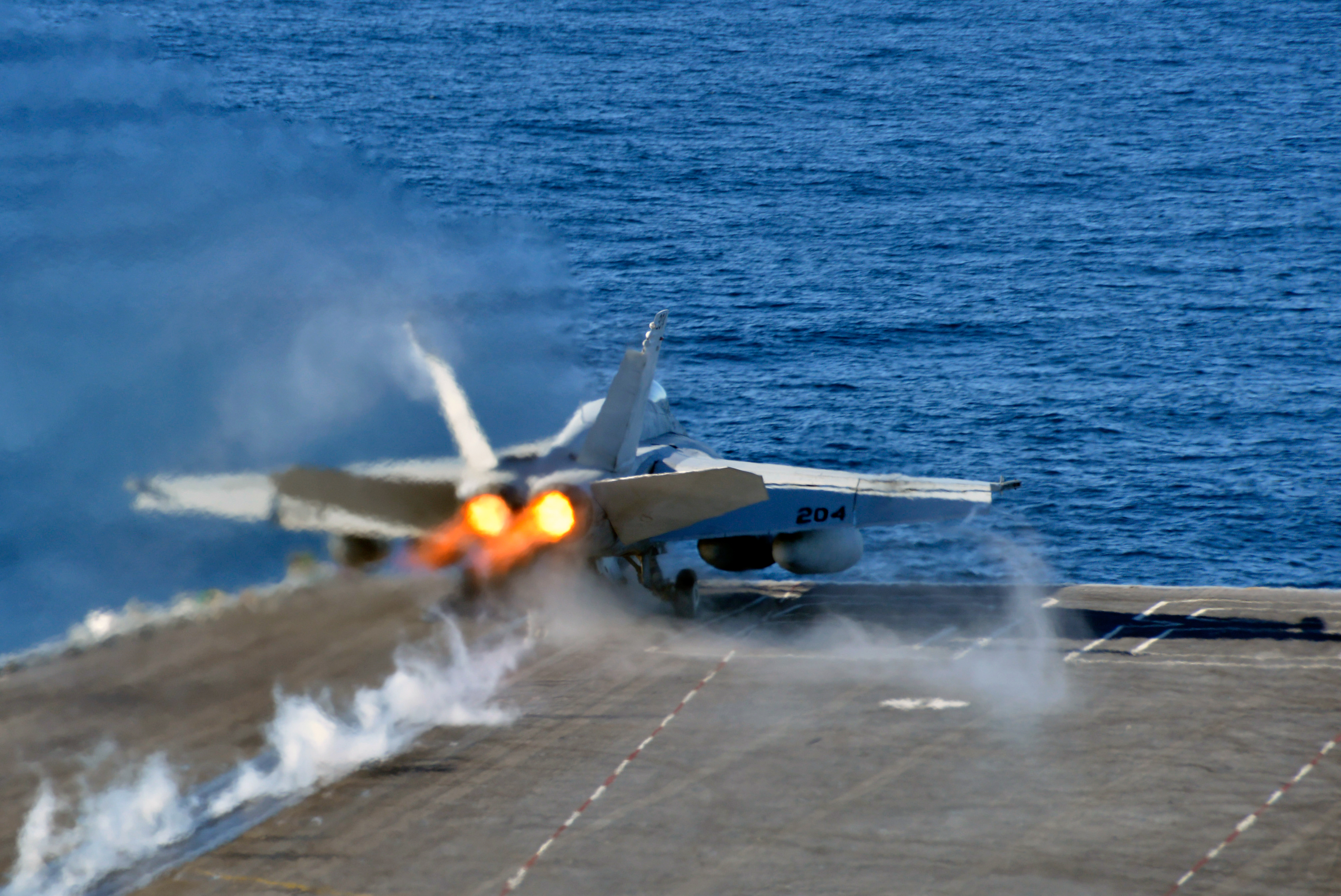
nieostrość spowodowana dużą ilością gorących gazów pomiędzy obiektem a elementem światłoczułym

Ostrość obserwowanego obrazu to umowna granica, przy której, w optymalnych warunkach oglądu, nie można orzec czy na odwzorowanym obrazie widoczny punkt składa się z dwu lub więcej punktów lub jest rozmyty lub w jakikolwiek sposób zniekształcony. Przy założeniu, że ludzkie oko rozróżnia szczegóły o średnicy ok. 0,07 mm z odległości ok. 25 cm to za obraz ostry uznamy taki, którego detale o wielkości 0,07 mm lub większe nie odbiegają wyglądem od detali obiektu odwzorowywanego. Wielkość ta dla obiektów obserwowanych z różnej odległości jest odpowiednio inna – przyjmuje się, że obraz ostry dla ludzkiego oka musi odzwierciedlać szczegóły obserwowane pod kątem jednej minuty.
Ostrość obrazu wynika z występowania na nim wysokiego kontrastu miejscowego. Krawędź jest więc postrzegana jako ostra, gdy rozpiętość tonalna po obu jej stronach jest duża. Zjawisko to jest wykorzystywane przez mechanizmy wyostrzania (ang. Unsharp Mask), które rozjaśniają i przyciemniają piksele po obu stronach krawędzi, dzięki czemu wydaje się ona ostrzejsza.
Czas rejestracji obrazu oraz stabilność układu rejestrującego ma duży wpływ na jego ostrość. Jeżeli podczas ekspozycji obiekt fotografowany lub aparat będą w ruchu, otrzymamy zdjęcie „poruszone”. Im dłuższy czas eksponowania, tym większe prawdopodobieństwo uzyskania zamazanego obrazu. Nieostrość często jest pożądana w fotografii by uzyskać wrażenie ruchu lub zwrócić uwagę na konkretny szczegół fotografii. Nieostrość wynikająca z poruszenia jest niepożądana w zdjęciach dokumentujących lub medycznych (np w zdjęciach rentgenowskich).
Przy obrazach ruchomych na ostrość wpływa także częstotliwość wyświetlania oraz tzw. przeplot. Ostrość ruchomego obrazu na ekranie opisuje współczynnik płynności obrazu

## Ostrość układów optycznych
Jakość układu optycznego można określić za pomocą funkcji przenoszenia częstotliwości, funkcji przenoszenia kontrastu i funkcji przenoszenia modulacji. Funkcje te pozwalają ustalić przebieg krzywej wskazującej jak dalece, w zależności od wielkości szczegółów oraz kontrastu przedmiotu, obraz może być rzeczywiście odtworzony przez układ.